# کارازیریکوو
کارازیریکوو (انگلیسی: Karazirikovo) یک شهرک در شهرستان بورایفسکی باشقیرستان کشور روسیه است.